# Björn Dahlström

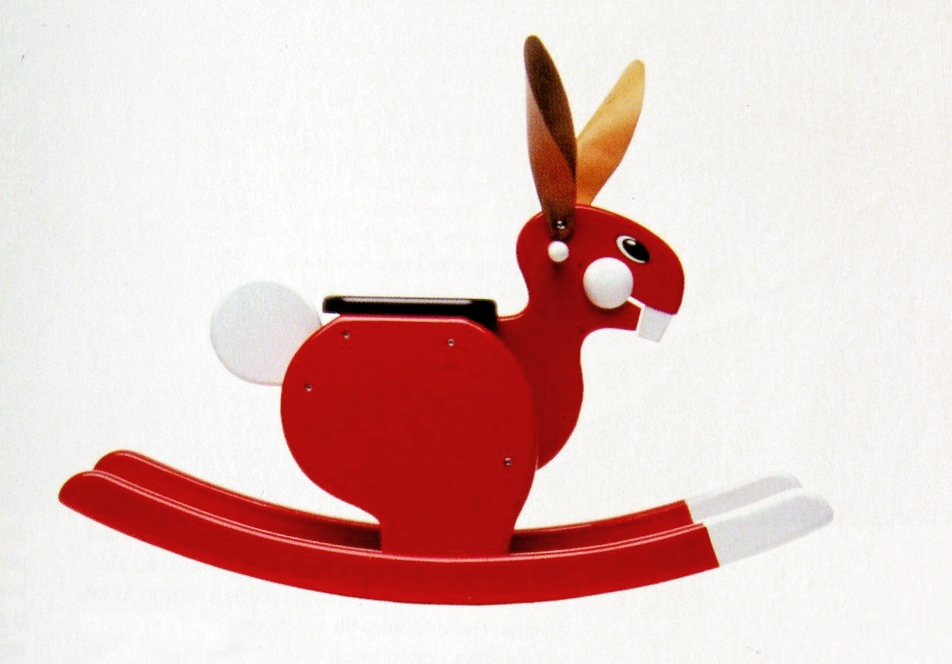
Rocking Rabbit

Björn Dahlström, född 1957, är en svensk formgivare och industridesigner.
Björn Dahlström drev eget företag från 1982, Hans stora genombrott kom 1994 med den första möbeln, den smala fåtöljen BD1 och en liten fåtölj för Cbi design. Han har bland annat formgivit cykeln Z från Skeppshultcykeln AB för vilken han fick priset Utmärkt svensk form 1998. Han har även arbetat för Atlas Copco, Hackman/Iittala, Fjällräven och Primus.
För leksakstillverkaren Playsam  har han formgivit bl.a. gungkaninen Rocking Rabbit (1985) och leksakslastbilen Toycar (1996). Dahlström finns representerad vid bland annat Nationalmuseum i Stockholm. År 2014 utnämndes han till hedersdoktor vid Göteborgs universitet.